# Elvanie Nimbona
Elvanie Nimbona (* 15. März 1998) ist eine burundische Leichtathletin, die sich auf den Langstreckenlauf spezialisiert hat.

## Sportliche Laufbahn
Erste Erfahrungen bei internationalen Meisterschaften sammelte Elvanie Nimbona im Jahr 2014, als sie bei den Afrikameisterschaften in Marrakesch in 17:23,12 min den achten Platz im 5000-Meter-Lauf belegte. Im Jahr darauf gelangte sie bei den Crosslauf-Weltmeisterschaften 2015 in Guiyang mit 21:27 min auf Rang 24 im U20-Rennen und anschließend belegte sie bei den Jugendafrikameisterschaften in Réduit in 4:28,04 min den sechsten Platz im 1500-Meter-Lauf und wurde in 9:31,24 min Vierte über 3000 Meter. Bei den Crosslauf-Weltmeisterschaften 2017 in Kampala lief sie nach 20:25 min auf Platz 16 im U20-Rennen ein und 2018 siegte sie bei den Halbmarathonläufen in Triest und Albacete und im Jahr darauf gelangte sie bei den Crosslauf-Weltmeisterschaften 2019 in Aarhus mit 40:00 min auf Rang 55 im Erwachsenenrennen. Im September startete sie im Marathonlauf bei den Weltmeisterschaften in Doha, konnte dort aber ihr Rennen nicht beenden. 2022 startete sie im 10.000-Meter-Lauf bei den Afrikameisterschaften in Port Louis und klassierte sich dort mit 32:55,35 min auf Rang acht.

## Persönliche Bestzeiten
- 5000 Meter: 17:23,12 min, 11. August 2014 in Marrakesch
- 10.000 Meter: 32:55,35 min, 11. Juni 2022 in Port Louis
- Halbmarathon: 1:10:32 h, 23. September 2018 in Udine
- Marathon: 2:30:28 h, 28. April 2019 in Padua